# Der Anschlag (2002)
Der Anschlag (Originaltitel: The Sum of All Fears) ist ein US-amerikanischer Thriller aus dem Jahr 2002 von Phil Alden Robinson, in der Ben Affleck die Rolle des Jack Ryan spielt. Das Drehbuch schrieben Paul Attanasio und Daniel Pyne anhand des Romans Das Echo aller Furcht von Tom Clancy aus dem Jahr 1991. In den Hauptrollen sind Ben Affleck und Morgan Freeman zu sehen. Der Film startete am 8. August 2002 in den deutschen Kinos.
Die Hauptrolle des Jack Ryan wurde erstmals von Alec Baldwin in Jagd auf Roter Oktober (1990) dargestellt. In Die Stunde der Patrioten (1992) und Das Kartell (1994) spielt Harrison Ford Jack Ryan. 2014 übernahm dann Chris Pine in Jack Ryan: Shadow Recruit die Rolle des Agenten und seit 2018 John Krasinski in Tom Clancy’s Jack Ryan.

## Handlung
1973: Während des Jom-Kippur-Krieges wird eine israelische Douglas A-4 abgeschossen; sie war in Alarmbereitschaft über feindlichem Luftraum und führte eine Atombombe mit sich. Diese wird beim Absturz verschüttet und erst Jahrzehnte später zufällig gefunden. 
Eine von einem einflussreichen Mann namens Richard Dressler angeführte internationale Gruppe von Neonazis bringt sie unter ihre Kontrolle und plant ihre Verwendung bei einem Anschlag, der zu einem Krieg zwischen den USA und Russland führen soll, um Europa wieder zu einer vorherrschenden nationalsozialistischen Macht zu machen.
Der junge CIA-Analytiker Jack Ryan, der früher Soldat bei den Marines war, aber aufgrund einer Rückenverletzung aus dem Militärdienst ausschied, geht derweil einer Spur verschwundener russischer Atomwissenschaftler nach. Dabei vernachlässigt er seine neue Freundin, die Ärztin Cathy Muller. Mit Erlaubnis seines Mentors, des CIA-Direktors William Cabot, offenbart Jack Cathy, dass er für die CIA arbeitet; diese hält dies zuerst für eine faule Ausrede.
In Russland kommt währenddessen nach dem Tod seines Vorgängers Präsident Alexander Nemerow, über den Ryan, welcher die Russen gemeinsam mit Cabot anlässlich des Abbaus von Atomwaffen und der Sache mit den Wissenschaftlern besucht, einst einen Artikel verfasst hatte, an die Macht und wird sogleich von alten kommunistischen Generälen herausgefordert. Diese führen einen nicht autorisierten Artillerie-Angriff mit dem chemischen Kampfstoff Nowitschok auf die tschetschenische Hauptstadt Grosny durch. Nemerow, der von den Amerikanern als Hardliner verdächtigt wird, nimmt die Schuld dafür auf sich. Er möchte damit vortäuschen, die Lage unter Kontrolle zu haben. Ryan, der weiß, dass im Falle der Gefahr eines Konflikts Russlands mit der NATO ersteres konventionell, letztere jedoch nuklear überlegen wäre, äußert jedoch deshalb Zweifel daran, dass Nemerow dahintersteckt, zumal er aufgrund seiner durch seine Recherchen über Nemerow gewonnenen Erkenntnisse eher glaubt, dieser wolle die Muskeln spielen lassen, um der Welt weiszumachen, er sei Herr der Lage, während die US-Regierung unter Präsident Robert Fowler auf Anraten des Außenministers Sidney Owens in Erwägung zieht, Friedenstruppen nach Tschetschenien zu entsenden und Nemerow als Übeltäter in Verdacht hat.
Bei Ermittlungen, die Ryan in Zusammenarbeit mit Geheimdienstmann John Clark, den er zuvor durch Cabot in Russland kennenlernte, in der Ukraine durchführt, stellen die beiden fest, dass die verschwundenen Wissenschaftler in der Ukraine aus dem Material der israelischen Bombe eine neue Bombe gebaut haben. Diese wurde bereits per Schiff nach Baltimore in den USA geschmuggelt. Dort besucht US-Präsident Robert Fowler gerade den Super Bowl im Footballstadion, in dem die Bombe deponiert wurde.
Ryan schickt eine Warnung, Fowler und der ihn begleitende Cabot verlassen daraufhin fluchtartig das Stadion. Als ihre Wagenkolonne noch nicht ganz aus dem Gefahrenbereich heraus ist, detoniert die Atombombe. Das Footballstadion und ein großer Teil der Innenstadt von Baltimore werden vernichtet. Zehntausende von Menschen sterben. Ryan stürzt mit einem Hubschrauber ab, kann sich aber unversehrt aus dessen Wrack retten. Die Kolonne des Präsidenten wird von der Druckwelle erfasst und überschlägt sich, Fowler überlebt es leicht verletzt. Durch die Explosion wird Cabot jedoch schwer verletzt und stirbt wenig später in einem Lazarett in der Anwesenheit des inzwischen eingetroffenen Ryan. Dieser nimmt Cabots Papiere und Organizer an sich, um damit den Kontakt zu einem Informanten im Kreml, Codename „Spinnaker“, der heimlich mit Cabot zusammenarbeitete, aufzunehmen und eine katastrophale Konfrontation der beiden Supermächte zu verhindern. Cathy bemüht sich derweil in Baltimore in ihrem teilweise zerstörten Krankenhaus um die Opfer der Explosion.
An Board der Air Force One rätseln Präsident Fowler, Verteidigungsminister Becker, Außenminister Owens, der nationale Sicherheitsberater, Generalstabschef General Lasseter und Admiral Pollack darüber, wer der Drahtzieher hinter diesem Atomangriff war. Sie vermuten, dass Russland hinter dem Anschlag steckt. In Moskau wird Präsident Nemerow von dem Vorfall in Kenntnis gesetzt. Er ordnet an, die russischen Streitkräfte in Alarmbereitschaft zu versetzen und eine Beileidsbekundung an die USA zu übermitteln. Diese Beileidsbekundung wird vom US-Verteidigungsminister als Konserve gewertet, da „das aber schnell ging“ und ihm zufolge wohl vorbereitet war. Obwohl Nemerow eine russische Täterschaft bestreitet, wird der Verdacht der USA auf Russland immer größer.
Ein von Dresslers Leuten bestochener russischer Luftwaffen-Offizier befiehlt den Piloten seiner Staffel russischer Tu-22M-Kampfflugzeuge, einen amerikanischen Flugzeugträger in der Nordsee mit Raketen zu beschießen. Er lässt sie glauben, die Amerikaner hätten kurz nach dem Atomschlag in Baltimore eine Interkontinentalrakete nach Moskau geschickt und die Stadt zerstört. 
Durch diesen Angriff sehen sich die Amerikaner darin bestätigt, dass Russland hinter dem Baltimore-Anschlag steckt. Im Gespräch mit Nemerow, der nach wie vor alles abstreitet, fragen sie ihn, wer denn die Kontrolle über sein Militär habe und weisen ihn auf den russischen Angriff auf Tschetschenien hin, worauf Nemerow die US-Regierung wütend an Hiroshima und Nagasaki erinnert. Verteidigungsminister Becker ist für einen Atomangriff auf Russland als Antwort auf den Anschlag in Baltimore, während Außenminister Owens dies entschieden ablehnt. Auf Anraten des Außenministers, der dem Präsidenten klargemacht hat, dass sie sich nun mit Russland im Krieg befänden, und Admiral Pollacks ordnet Fowler jedoch einen US-Luftangriff auf einen russischen Luftwaffen-Stützpunkt als Vergeltung für die Angriffe in Baltimore und der Nordsee an. Kampfpiloten der US Air Force bombardieren daraufhin den Stützpunkt der Flugzeuge mit F-16 Jagdbombern, die mit präzisionsgelenkten Bomben ausgerüstet sind, was immerhin eine „nichtnukleare Option“ darstellt und somit die Eskalation begrenzt.
Nemerow versetzt zur Verteidigung Russlands seine Atomstreitkräfte in Alarmbereitschaft und lässt deren Raketen auffahren. Er weist das Militär an, sämtliche amerikanischen Flugzeuge, die angeflogen kommen, abzuschießen und seine Generäle raten ihm, das amerikanisch-kanadische Luftverteidigungskommando NORAD mit einer Atomrakete zerstören zu lassen. Die Amerikaner werten die russischen Nuklearaktivitäten als bevorstehenden erneuten Angriff auf sie, worauf Fowler volle Gefechtsbereitschaft anordnet. Die USA gehen auf Defcon 1, ihre höchste Alarmstufe. Fowler will auf Anraten seines Verteidigungsministers das russische Atom-Arsenal vernichten und schickt daraufhin B-2-Bomber gegen Russland. Ein neuer Weltkrieg droht. 
Ryan versucht, einem Berater des amerikanischen Präsidenten zu erklären, dass die beiden Staaten Opfer einer Verschwörung wurden und gegeneinander ausgespielt werden sollen; dieser will ihm aber nicht zuhören. Mit Cabots Ausweis verschafft sich Ryan Zugang zum Pentagon und nimmt über den heißen Draht direkten Kontakt mit Nemerow auf. Nach einigen Bedenken und gegen den Rat seiner Militärs widerruft dieser die Alarmbereitschaft und signalisiert den Amerikanern, dass Russland seine Defensive beibehält, sich aber aus der Offensive zurückzieht. Fowler ruft die amerikanischen Bomber daraufhin ebenfalls zurück und die USA senken ihre Alarmbereitschaft auf Defcon 3.
Daraufhin vereinbaren die USA und Russland einen Friedensvertrag und ein Bündnis. Die Geheimdienste beginnen zu ermitteln und eliminieren die Hauptverantwortlichen. Dressler stirbt unter Beobachtung von Gruschkow in der österreichischen Hauptstadt Wien durch eine russische Autobombe, dem Waffenhändler wird von John Clark mit einem Messer die Kehle durchgeschnitten, der russische Luftwaffenoffizier von zwei Agenten in einem Wald erschossen.
In der Schlussszene hält der russische Präsident vor dem Weißen Haus eine Rede zu den geschlossenen Freundschaftsvereinbarungen, die von Ryan mit seiner Freundin beobachtet wird. Dabei verwendet Nemerow einen Satz, der im Original von John F. Kennedy stammt: „Unsere grundlegendste gemeinsame Verbindung ist, dass wir alle diesen kleinen Planeten bewohnen. Wir atmen alle die gleiche Luft. Wir alle schätzen die Zukunft unserer Kinder. Und wir sind alle sterblich.“ Zu ihnen gesellt sich Gruschkow, der Ryan mit dem Wissen einiger auch privater Interna überrascht. So überreicht er Cathy Muller ein Geschenk zu ihrer Verlobung mit Ryan, die beide erst an diesem Morgen geschlossen hatten. Durch die Äußerungen Gruschkows wird klar, dass er Cabots Kreml-Kontakt „Spinnaker“ ist, und die beiden vereinbaren, zukünftig in Kontakt zu bleiben.

## Kritiken
Der Film erhielt insgesamt positive Kritiken, allerdings nicht so gute wie die anderen Verfilmungen der Romane von Tom Clancy, wie etwa Jagd auf Roter Oktober.
Roger Ebert lobte in der Chicago Sun-Times vom 31. Mai 2002 die Spezialeffekte. Er lobte zudem die Regie und – trotz einiger seiner Meinung nach unrealistischer Stellen – das Drehbuch. Ebert lobte außerdem einige Darsteller wie James Cromwell, Philip Baker Hall, Alan Bates und Bruce McGill.
Das Lexikon des internationalen Films urteilte: „Routinierter Actionfilm nach einem Bestseller von Tom Clancy, der die Gutgläubigkeit des Publikums gelegentlich arg strapaziert und nur durch einige ironische Seitenhiebe gegen den nervösen Aktionismus der politischen Machthaber für sich einnimmt.“

## Unterschiede der Handlungen von Film und Buch
Im Buch sind die Drahtzieher zum Bombenbau keine Neonazis, sondern islamistische Extremisten, welche unter Zuhilfenahme eines ehemaligen RAF-Terroristen, eines DDR-Nukleartechnikers und eines indigenen Amerikaners die Atombombe bauen ließen. Die Änderung erfolgte nach Aussagen des Filmteams, weil islamistische Terroristen zum Klischee geworden seien und rechtsextreme Parteien bei Wahlen in verschiedenen europäischen Ländern Zugewinne erzielt hatten; die Dreharbeiten endeten im Juni 2001, man habe nach den Anschlägen des 11. Septembers 2001 nichts geändert.
Der russische Präsident heißt im Buch „Narmonow“. Präsident Fowler ist in Camp David in Sicherheit. Ryan ist viele Jahre mit der Augenärztin und Chirurgin Cathy Ryan verheiratet. Beide werden im Verlauf des Buchs Opfer politischer Intrigen aus dem Dunstkreis des Weißen Hauses, weshalb Ryan nach dem Anschlag extreme Schwierigkeiten hat, seine deeskalierenden Denkanstöße zu Gehör zu bringen. Der Super Bowl findet in Denver statt, wogegen sich der Seekonflikt im Mittelmeer entwickelt. Der von den Terroristen provozierte Zusammenstoß entsteht dagegen zwischen amerikanischen und sowjetischen Panzereinheiten in Berlin.
Jack Ryan verwendet zur Kommunikation mit Spinnaker unter anderem einen Casio Cassiopeia E-100 Pocket PC mit resistivem Touchscreen; an einer anderen Stelle benutzt er einen Casio Cassiopeia EG-800, um auf dem monochromen Display ein Satellitenfoto darzustellen, was seinen Gesprächspartner die Bemerkung entlockt: „Und ich habe noch nicht mal e-mail!“. Das erinnert gegenwärtige Zuschauer daran, dass der Film volle fünf Jahre vor der Vorstellung des ersten iPhone herauskam.

## Auszeichnungen
Jerry Goldsmith gewann für die Filmmusik den BMI Film & TV Award. Der Film gewann den Visual Effects Society Award für die Spezialeffekte. Er wurde außerdem für den Political Film Society Award und den Saturn Award der Academy of Science Fiction, Fantasy & Horror Films nominiert.
Die Deutsche Film- und Medienbewertung FBW in Wiesbaden verlieh dem Film das Prädikat „besonders wertvoll“.

## Weitere Veröffentlichungen
Zum Film erschien auch ein Computerspiel mit dem Namen Der Anschlag von Red Storm Entertainment (vertrieben von Ubisoft) für PC, PS2, NGC. Zudem erschien ein weiteres gleichnamiges Spiel für GBA von Ubisoft Milan.